# 海安集
海安集，简称“海安”，是中国江苏省响水县陈家港镇的一个乡级行政区。

## 行政区划
2001年7月3日，原“海安集乡”并入陈家港镇。 但当地的机构名称没有强制改变。
截至2018年，该地区被中华人民共和国国家统计局视为镇乡结合区。

### 村民小组
此列表尚不完整。
- 海安一组
- 海安二组
- 海安三组[5]
- 海安四组
- 海安五组

## 教育
- 海安集中心小学[6][7][8]
- 陈家港新民小学[9]（原“海安集乡新民小学”）
- 海安集中学

## 知名地点
- 海安花炮厂
- 陈家港粮库 - 五万吨粮食仓储项目，位于海安集，系江苏省粮食仓储“十三五”仓储规划库点[10]

## 参阅
- 陈家港镇
- 2019年响水县化工厂爆炸事故